# Otto Gelsted

Otto Gelsted

Otto Gelsted (n. 4 noiembrie 1888 - d. 22 decembrie 1968) a fost un poet și critic literar danez.
Personalitate reprezentativă a poeziei contemporane din țara sa, a glorificat în versurile sale, de o claritate clasică, natura, iubirea și armonia universului.
De asemenea, a criticat fascismul și războiul, promovând valorile păcii și ale patriotismului.

## Opera
- 1919: Expresionismul ("Ekspressionisme")
- 1920: Lucrurile eterne ("De evige ting")
- 1923: Fecioara victorioasă ("Jomfru gloriant")
- 1931: Spre claritate ("Henimod klarhed")
- 1934: În timpul uraganului ("Under uvejret")
- 1945: Poezii din emigrație ("Emigrantdigte")
- 1947: Anul libertății ("Frihedens år")
- 1952: Cântece din timpul războiului rece ("Sange under den kolde krig").

Gelsted a mai scris monografii despre scriitori danezi.